# Kountouriotis (D99)
Kountouriotis (grekiska: ΒΠ Κουντουριώτης) var en grekisk jagare av Dardo-klass som tjänstgjorde i grekiska flottan under andra världskriget. Det var uppkallad efter amiralen och politikern Pavlos Kountouriotis som var befälhavare för den grekiska flottan under Balkankrigen, samt tjänstgjorde två gånger som president i andra grekiska republiken. Hon var det andra fartyget att bära detta namn.
Hon byggdes i Sestri Ponente, Italien av Cantieri Odero och sattes i tjänst hos den grekiska flottan 1933. Efter grek-italienska krigets utbrott deltog hon i sjöoperationer, särskilt under andra och tredje sjöräderna mot den italienska sjöfarten i Otrantosundet (15–16 december 1940 och 4–5 januari 1941). Under den tyska invasionen av Grekland lyckades hon tillsammans med flera andra fartyg fly till Alexandria. Därefter genomgick hon reparationer och modernisering i Bombay från juni 1941 till april 1942. Hon återvände till eskorttjänst i Medelhavet med det brittiska fartygsnumret H 07 till den 15 november 1943 då hon placerades i reserven. Hon utrangerades 1946.